# Катано, Тэцу
Тэцу Катано (яп. テツ交野 Катано Тэцу) — японский геймдизайнер, программист. Работает в Sonic Team. Работает в Sega с 1993 года. Здесь он был в качестве программиста. Позже он разрабатывал игры Sonic Jam, Sonic Adventure, Sonic Adventure 2 и Sonic Heroes в качестве программиста и был руководителем игр Sonic and the Black Knight и Sonic Generations для карманной консоли Nintendo 3DS.

## Игры, в разработке которых принимал участие
| Название                                           | Год       | Роль                                                                       | Примечание                                  |
| -------------------------------------------------- | --------- | -------------------------------------------------------------------------- | ------------------------------------------- |
| Clockwork Knight                                   | 1994      | Программист боссов и ловушек                                               |                                             |
| Nights into Dreams…                                | 1996      | Программист                                                                |                                             |
| Christmas NiGHTS                                   | 1996      | Программист                                                                |                                             |
| Sonic 3D                                           | 1996      | Программист специальных уровней                                            |                                             |
| Sonic Jam                                          | 1997      | Программист                                                                |                                             |
| Sonic Adventure/Sonic Adventure DX: Director’s Cut | 1998/2003 | Главный программист, программист персонажей, программист полей приключений |                                             |
| Sonic Adventure 2/Sonic Adventure 2 Battle         | 2001/2002 | Главный программист, программист персонажей и врагов                       |                                             |
| Sonic Heroes                                       | 2003      | Главный программист, программист персонажей и врагов                       |                                             |
| Sonic the Hedgehog                                 | 2006      | Особая благодарность                                                       |                                             |
| Sonic and the Secret Rings                         | 2007      | Программист персонажей и врагов                                            |                                             |
| The House of the Dead 2 & 3 Return                 | 2007      | Особая благодарность                                                       |                                             |
| Sonic Riders: Zero Gravity                         | 2008      | Особая благодарность                                                       |                                             |
| Nights into Dreams…                                | 2008      | Супервайзер                                                                | Версия для консоли PlayStation 2            |
| Sonic Unleashed                                    | 2008      | Особая благодарность                                                       |                                             |
| Sonic and the Black Knight                         | 2009      | Продюсер, руководитель                                                     |                                             |
| Sonic Colors                                       | 2010      | Технический супервайзер                                                    |                                             |
| Sonic Generations                                  | 2011      | Технический супервайзер                                                    | Версия для Xbox 360, PlayStation 3 и PC     |
| Sonic Generations                                  | 2011      | Руководитель                                                               | Версия для портативной консоли Nintendo 3DS |
| Sonic Lost World                                   | 2013      | Поддержка проекта                                                          |                                             |